# Вапиров, Анатолий Петрович
Анато́лий Петро́вич Вапи́ров (род. 24 ноября 1947, Осипенко, Запорожская область) — советский и болгарский тенор и сопрано-саксофонист, кларнетист, педагог, композитор и музыкант, исполнявший музыку в разных стилях джаза: от традиционного бибопа до фри-джаза, от фольклора до «третьего течения» и авангарда.

## Биография
Окончил в Бердянске общеобразовательную школу № 1 и музыкальную школу по классу кларнета. Вапиров играл в школьном оркестре, в городской джаз-группе. По окончании восьми классов он поступил в Киевское музыкальное училище, откуда перевёлся в Ленинградское музыкальное училище. По окончании, поступил в Ленинградскую музыкальную консерваторию.
В 1970 году окончил Ленинградскую консерваторию по классу кларнета, в 1979 окончил аспирантуру (ученик П. Суханова).
Анатолий Вапиров начал играть в студенческом ансамбле, в 1967—1976 гг. — тенор-саксофонист в оркестре Ленинградского мюзик-холла, входил в биг-бэнд Олега Куценко. Вапиров был одним из участников питерского джаз-клуба «Квадрат» (руководитель — Ефим Барбан). Хотя он существовал на вполне легальном положении, зачастую Вапирову, чтобы записаться, сделать желаемый звук или собрать желаемый состав, приходилось ехать в Новосибирск.
Затем Вапиров организовал свой коллектив, и в 1975 году вышла его первая пластинка «Ленинградский джаз-ансамбль Анатолия Вапирова».
Впоследствии музыкант окончил аспирантуру при Ленинградской консерватории по классу саксофона, несколько лет (с 1977 по 1982 годы) сам работал в этом учебном заведении преподавателем. В это же время, со второй половины 1970-х, Анатолий Вапиров активно сочинял музыку.
Всесоюзную известность Анатолию Вапирову принесла программа «Славянская мистерия» (1977). Причём в «Мистерии», помимо ленинградского гитариста Бориса Лебединского, играл американский барабанщик Дэниел Мартин, на обложке компромиссно указанный как Д. Мартин.
Анатолий Вапиров в 1978 г. первым заметил и признал Сергея Курёхина как пианиста и взял его в свой ансамбль; даже записал с ним альбом на двоих (который, в итоге, вышел в начале 2000-х, пять лет спустя после смерти Курёхина, под названием «Forgotten Ritual»).
Занимаясь композиторской работой, Анатолий Вапиров писал крупные музыкальные формы, записывался с оркестрами[какими?]. Далее были записи по мотивам шекспировского «Макбета», памяти Чарльза Мингуса, памяти Альбана Берга, и композицию с названием «De Profundis» (лат.: «Из глубины»).
Курёхин -в какой-то момент- из ансамбля ушёл.
В начале 80-х альбомы (тогда ещё виниловые) Вапирова начали выходить на британском лейбле «Leo Records», основанном советским эмигрантом Лео Фейгиным (псевдоним на Би-Би-Си — Алексей Леонидов). Два из них, «Sentenced To Silence» (1983 год) и «Invocations» (1984 год), с добавлением ряда материалов тех же лет, были переизданы в 2002 г. московским лейблом SoLyd Records в виде двойного CD под названием «Забытый ритуал».
В 1982 году Анатолий Вапиров угодил в тюрьму (видимо, «за спекуляцию»).
Во время пребывания Анатолия в тюрьме, в Англии вышла пластинка с его записями «Sentenced to Silence».
Сколько отсидел Вапиров, нигде не упоминается, но в джазовых словарях указано, что в 1983 году он создал первый междугородный проект — Современное камерное трио (Иварс Галениекс — контрабас, Сергей Беличенко — ударные), позже на его основе группу «Золотые годы джаза — Golden Years Of Jazz» (добавились пианист Игорь Дмитриев, трубач Валерий Колесников, тромбонист Виктор Бударин, вибрафонист Игорь Уваров).
В 1986 году (по другим данным — в 1987-м) Анатолий Вапиров уехал из СССР на историческую родину — в Болгарию (он был, по происхождению, болгарином).
Поселившись в городе Варна, Вапиров включился в джазовую жизнь новой родины. Он стал директором организованного им же международного джазового фестиваля Varna Summer.
После 1987 года выступал с румынскими музыкантами или со старыми знакомыми из СНГ (Юрий Кузнецов, Сергей Беличенко, трубач Сергей Пронь и другие). В 1996 на Варненском фестивале представил Международный оркестр.
Авторитет Анатолия Вапирова в европейском джазе очень высок, достаточно сказать, что глава французской фирмы «Selmer», выпускающей саксофоны, услышав игру Анатолия, самолично подарил ему шесть (!) инструментов.
На 2024 год, Вапиров — автор восьмидесяти пластинок и компакт-дисков в России, Болгарии, Австрии, Англии, Германии, Дании, Италии, Швейцарии, США, Великобритании.
Он принимал участие в джазовых фестивалях в России, Болгарии, Румынии, Литве, Эстонии, Белоруссии, Молдове, Украине, Венгрии, Чехии, Австрии, Германии, США, Франции, Италии, Швейцарии, Дании, Греции, Великобритании, Канады, Голландии, Бельгии, Израиле.
И обязательно — в джазовом фестивале в родном Бердянске.

## Дискография
LP